# Lijst van bisschoppen van Massa Marittima-Piombino
Hieronder volgt een lijst van bisschoppen van Massa Marittima-Piombino. De eerste bisschoppen zetelden in de stad Populonia. In de elfde eeuw werd de zetel verplaatst naar Massa Marittima. In 1978 werd de naam gewijzigd in Massa Marittima-Piombino. 

## Bisschop van Massa Marittima
- 501: Atello
- 504: Arselio
- 535: Cabinto Affricano
- 554: Heilige Fiorenzo
- 573: Heilige Cerbone Affricano
- 590: Massimo
- 640: Mariniano
- 680: Sereno/Seleno
- 756: Ancario/Ancauro
- 826: Guriperto
- 853: Odalperto
- 864: Paul I
- 877: Johannes I
- 924: Uniclusio
- 945: Johannes II
- 979: Wido
- 1015–1050: Enrico
- 1059–1061: Tegrimo
- 1065–1069: Bernard
- 1073/74–1080: Wilhelm I
- 1082–1091: Wilhelm II
- 1099: Johannes III
- 1103: Lorenz
- 1112–1138: Roland
- 1149–1158: Albert I.
- 1180: Mariano
- 1189–1196: Martino
- 1197: Johannes IV
- 1209: Aldobrandino
- 1211: Marzucco Gaetani
- 1216–1230: Albert II
- 1231: Wilhelm II
- 1232–1243: Ildebrando
- 1244: Niccolò I
- 1250: Ruggero Ugurgeri
- 1264–1268: Galgano Baldinotti di Volterra
- 1268–1274: Filippo di Massa
- 1277–1300: Orlando Ugurgeri
- 1302: Donusdeo Malevotti
- 1307: Lando di Pistoia
- 1310: Cristofano Melloni Tolomei
- 1313: Giovanni V
- 1318: Pietro Appiani
- 1320: Giovanni VI. Capponi
- 1333: Peter II
- 1334–1348: Galgano Pagliarecci
- 1348: Guido II
- 1364–1380: Antonio I da Riparia
- 1380–1389: Pietro III da Fano
- 1389–1391: Andrea Guidi d'Asciano
- 1391–1394: Giovanni VII. Gabbrielli di Pontremoli
- 1394–1404: Niccolò II Beruto
- ?: Riccardo
- 1404–1425: Bartolomeo Chini
- 1425: Vittorio di Bartolomeo
- 1427–1429: Antonio II Casini
- 1430–1435: Antonio III da Massa
- 1435–1438: Riccaro Del frate da M. Luco
- 6 maart 1439 - 1467 : Pietro Dell'Orto
- 1467 - 1472: Leonardo Dati
- 8 januari 1472 - 11 juli 1474: Barthelemy della Rovere
- 15 juli 1475 - 1483: Giovanni Gianderoni
- 6 oktober 1501 - 1511: Ventura Benassai
- 1511 - 22 juni 1517: Alfonso Petrucci, kardinaal
- 16 juli 1517 - 8 augustus 1524: Giovanni Gregorio Peroschi
- 29 juli 1524 - 1529: Francesco Peroschi
  - 6 oktober 1529 - 21 oktober 1530: Paolo Emilio Cesi; apostolosch administrator
- 21 oktober 1530 - 12 november 1538: Girolamo Ghianderoni
  - 15 november 1538 - 22 april 1547: Alessandro Farnese (Jr.); apostolisch administrator, tevens kardinaal
- 22 april 1547 - 7 juni 1549: Bernardino Maffei
- 20 mei 1549 - 5 juni 1556: Miguel da Silva
- 30 oktober 1556 - 1559: Francesco Franchini
- 13 maart 1560 - 1570: Ventura Buralini
- 23 augustus 1570 - 1579: Antonio de Angelis
- 27 april 1579 - 17 mei 1585: Alberto Bolognetti
- 1 juli 1585 - 1587: Vincenzo Casali
- 28 september 1587 - 1601: Achille Sergardi
- 22 april 1602 - 23 maart 1615: Alessandro Petrucci
- 30 maart 1615 - 1629: Fabio Piccolomini
- 17 september 1629 - 16 oktober 1655: Giovanni Battista Malaspina
- 3 maart 1656 - augustus 1670: Bandino Accarigi
- 20 april 1671 - augustus 1679: Niccolò Della Ciaia
- 27 november 1679 - oktober 1694 Paolo Pecci
- 2 mei 1695 - december 1705: Pietro Luigi Malaspina
- 17 mei 1706 - 13 juni 1714: Ascanio Silvestri
- 21 januari 1715 - mei 1718: Niccolò Tolomei
- 2 oktober 1719 - 2 februari 1770: Eusebio Ciani
- 12 december 1770 - 7 augustus 1793: Pietro Maria Vannucci
- 22 september 1795 - 28 maart 1803: Francesco Toli
- 2 oktober 1818 - 12 juli 1824: Giuseppe Mancini
- 19 december 1825 - 27 augustus 1872: Giuseppe II Maria Traversi di Pereta
- 23 december 1872 - 21 november 1891: Giuseppe Morteo
- 11 juli 1892 - 24 april 1924: Giovanni Battista Boracchia
- 18 december 1924 - 1933: Giovanni Piccioni
- 8 augustus 1933 - 20 mei 1966: Faustino Baldini
- 7 september 1970 - 13 maart 1990: Lorenzo Vivaldo

## Bisschop van Massa Marittima-Piombino
- 25 juli 1990 - 3 maart 1994: Angelo Comastri
- 9 juli 1994 - 21 november 1998: Gualtiero Bassetti
- 28 oktober 1999 - 19 mei 2010: Giovanni Santucci
- 15 december 2010 - heden: Carlo Ciattini